# آدا كورنارو
آدا كورنارو (بالإسبانية: Ada Cornaro) هي ممثلة أرجنتينية، ولدت في 29 يونيو 1881 ببوينس آيرس في الأرجنتين، وتوفيت بنفس المكان في 19 مارس 1961.

## وصلات خارجية
- آدا كورنارو على موقع IMDb (الإنجليزية)
- آدا كورنارو على موقع قاعدة بيانات الفيلم (الإنجليزية)